# ナンバースクール (旧制中等教育学校・新制高校)
ナンバースクール（旧制中等教育学校・新制高校）（ナンバースクール（きゅうせいちゅうとうきょういくがっこう・しんせいこうこう））とは、旧制中学校や旧制高等女学校、旧制実業学校（農業学校・工業学校・商業学校）などの旧制中等教育学校および、新制高校において数字を冠した学校を意味する。
旧制高等学校のナンバースクールに倣った形で旧制中等教育学校や新制高校にも当てられたもので、この名称は旧制高等学校の場合と同様に法律上で定められたものではなく、市民文化レベルで流布・使用された愛称的な学校群名称である。
旧制中等教育学校や新制高校の場合は、旧制高等学校の場合と異なり、該当する学校数が多いこと、それぞれの学校の設立時期・開設時期も多種多様であることから、対象校が明確ではなく、その愛称として使用する地域によっても対象校が異なるので、校名に数字を冠した学校が必ずしもナンバースクールと呼ばれているとは限らない。一方で「ナンバースクールではない」という定義も明確な基準があるわけでもない。

## 概要
旧制高校は、一般的には主に旧制の中学課程終了後から帝国大学に進学するまでの中間課程の教育（現在でいう、大学教養課程）を目的にするための学校で、特にその中でもナンバースクール群は先行設立校であったため、序列化の上位校でもあり一般社会では一種のエリート校の尊称のシンボルでもあった（詳細はナンバースクール (旧制高等学校)を参照）。
このため、徐々に「ナンバースクール＝エリート校」的な尊称としての“慣用句”的な傾向が強まり、自治体単位で旧制中学・旧制高等女学校などの公立学校にもナンバースクール的な意味合いの概念がしばしば付いて回るようになった結果「○○県のナンバースクール」・「旧制中学ナンバースクール以来の伝統校」というような「○○のナンバースクール」と呼ばれるケースが多くなっていった（旧制中学や新制高校で数字を校名に冠しない学校については、旧制高校のように特に「ネームスクール」という区別はほとんど行なわれないが、以下では便宜上、非ナンバースクールをネームスクールとして解説する）。
本来は差別化・序列化を意図した命名手法ではないが、当時の設立順に応じて番号を付していった経緯もあり、必然的に学校として古い順番に番号を冠することになったため、結果的には序列化に近い認識が周囲にも定着していった（数字の序列と入試難易度の序列が必ずしも同順になっていない地域や例もある。序列や区別の在り様の解説を目的とした記事ではないので本記事中での記述は行わない）。
こういう認識は、学制が1947年に新制に移行した（学制改革）後も根強く残った。一部の新制私立高校においても戦前はナンバー制の命名手法は極めて少なかったが、戦後になるとナンバースクールのイメージにあやかる意味もあり、数字の付された学校が幾つか誕生した。また同様に私立校に多い例であるが、後に続く系列校（「○○第二高等学校」など）が無い場合でも「○○第一高等学校」としている例がみられる。これはナンバースクールのトップ校である「第一高等学校」を用いることでイメージアップを図る意味が込められている場合が多い。
公立校の場合、学校間格差の廃止を掲げたGHQの指示によってほとんど全てのナンバースクールが一旦ネームスクールへの名称変更を強いられたが、一旦ネームスクールへの変更を強要されたものの数年後には再びナンバー制に戻した学校も少なくない。また、旧制中学時代はネームスクールであったが、旧制から新制への移行直後の数年間だけナンバーを冠した高校もあるが、このような名称として短命に終わった学校は通常はナンバースクールとしては扱われない。ただし、一時的にでも数字を冠した名称を用いた校史を持つ学校は、対象学区の地域内では旧制中学・旧制高女時代を引き継いだ古参校・伝統校（で進学校）である場合が多い（例えば、仙台市内、東京都立のナンバースクール）。
このように、ナンバースクール形式の命名は、序列の中での伝統校あるいはエリート校的なイメージの誇示を生み出しやすい一方で、戦後の教育を取り巻く環境や文化の変化の中で、学校の序列化・階層化や非対象校の差別化を不用意に助長する原因の一つという批判も起こった。自治体や学校法人によっては、その判断により、ナンバースクールを連想させるネーミングを敢えて避ける処置が採られるケースも少なくない。新制移行時にとりあえず数字を冠してみたものの、その後直ぐに意図的に改称したり、新設や再編などを機に数字の使用を避ける命名が積極的に行われた地域もある。
※旧制の中学・高等女学校などの流れを汲む公立伝統校の学制改革に伴う再編・名称変更については、基本的に軍政部の意向に強く沿ったもので、男女共学・小学区制・総合制の高校三原則の遵守や旧来校の伝統イメージの継承を払拭する目的があったが、実際には都道府県単位での現場担当者の胸先三寸で決まった。管理状態が緩い地域では男女別学やナンバースクールのネーミング手法も可能であった一方で、関西を中心とした西日本では関東・東北に比べ厳格な方針が徹底されたところが多い。
実施例: “1自治体に2校以上”の場合は、主要校をイメージさせる自治体名を冠するネーミングは禁止で、自治体内での所在地を参考にした相対的な方位などの地勢学上の名称（地名に東西南北を加えて区別。なお当時は「中央」を冠する名称も、中心・メインというイメージが強いとされ拒否の対象）や、方位でも数が不足の場合は更に狭い範囲の地名、または一部の地域によっては学校や所在地固有の美称や愛称の使用が許される場合があった。“1自治体に1校”で十分な場合のみ単独自治体名が許される傾向が強い。
数字が冠せられた校名でも「○○第一高等学校」という校名が存在しない状況下で敢えて「○○第二高等学校」と命名されるものもあり、公立校では夜学に対して「第二」の文字を当てているケースで多くみられる。この様な例は、設立経緯などの諸々を考慮した上で、単に近隣あるいは関係校として作られたということで付けられているため、『ナンバースクール＞ネームスクール』などのような単純な序列化からは外れるケースに当たる。